# Пилонная станция

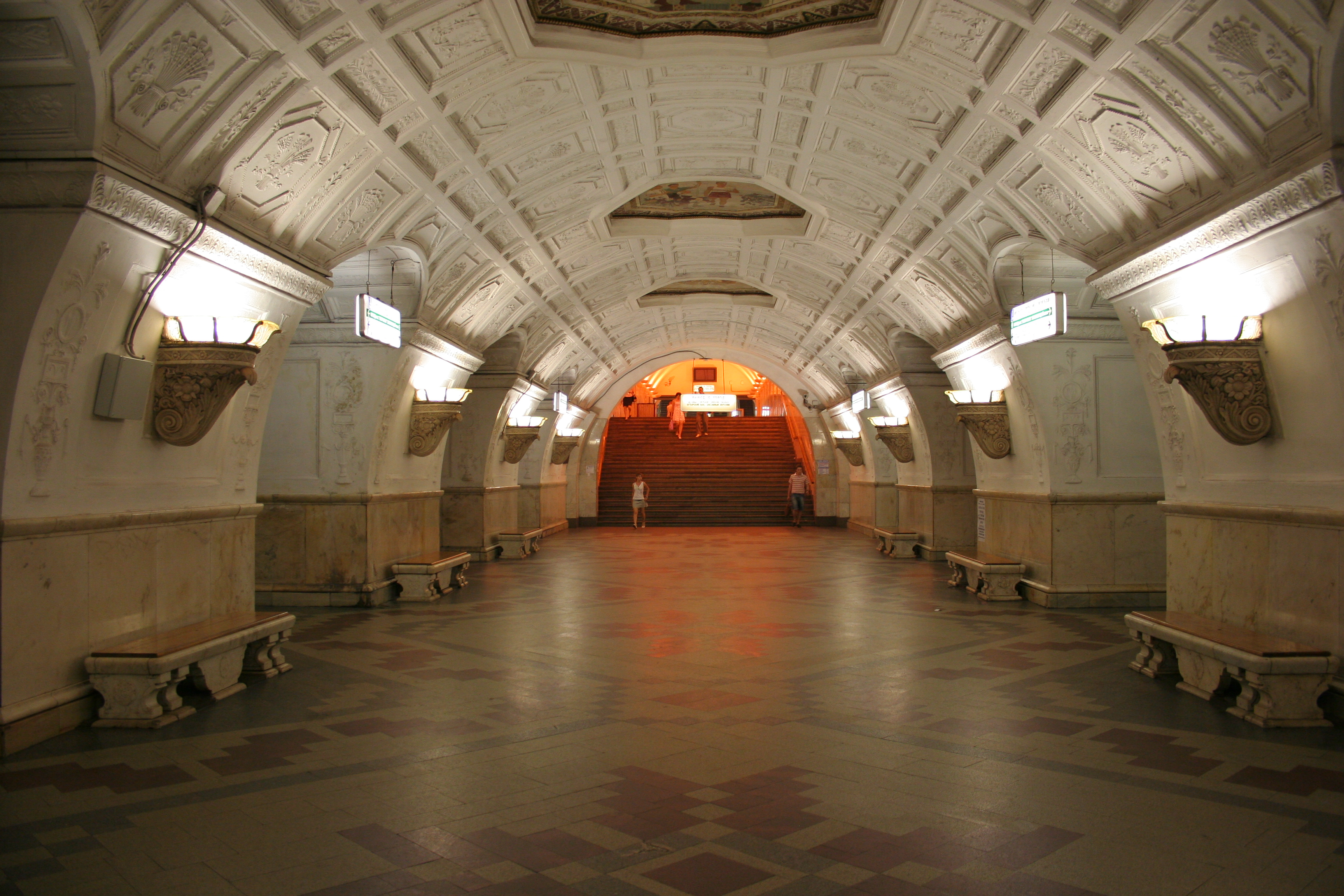
Станция «Белорусская» Кольцевой линии Московского метрополитена

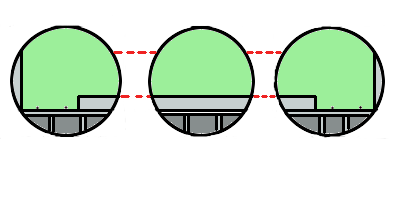
Типовая конструкция пилонной станции

Пило́нная ста́нция — разновидность станции метрополитена, находящейся на большой глубине. Основная отличительная особенность пилонной станции — взаимная непересекаемость обделок центрального зала и станционных тоннелей. Это самый старый тип станций глубокого заложения. В России и странах СНГ все станции подобного типа были построены закрытым способом на глубине от 15 до 105,5 метров.
Пилонная станция представляет собой три независимых зала, отделённых друг от друга рядом пилонов с проходами между ними. Строительство станций подобного типа предпочтительно в сложных геологических условиях, так как такая станция наилучшим образом противостоит горному давлению (сопротивляемость опорных структур в среднем не выше 40 % нагрузки, для примера в колонных станциях подобного заложения она достигает 65 %, в колонно-стеновых — около 52—53 %). Однако наличие ограниченного числа достаточно узких проходов негативно сказывается на пропускной способности.
Независимость залов позволяет дифференцировать архитектурное оформление среднего и боковых залов, что особенно характерно для станций 1960-х годов постройки, когда вследствие тотальной экономии боковые залы и путевые стены оформлялись значительно беднее центрального зала.
В Московском метрополитене типовыми пилонными станциями являются «Белорусская» (Замоскворецкой и Кольцевой линий), «Киевская», «Октябрьская», «Охотный Ряд», «Смоленская», «Таганская», «Театральная» и другие.
В Петербургском — «Горьковская», «Московские ворота», «Нарвская», «Площадь Ленина», «Пушкинская», «Спасская» и др.
В Киевском — «Крещатик», «Лыбедская», «Университет», «Шулявская» и другие станции глубокого заложения.

## Станция с укороченным центральным залом

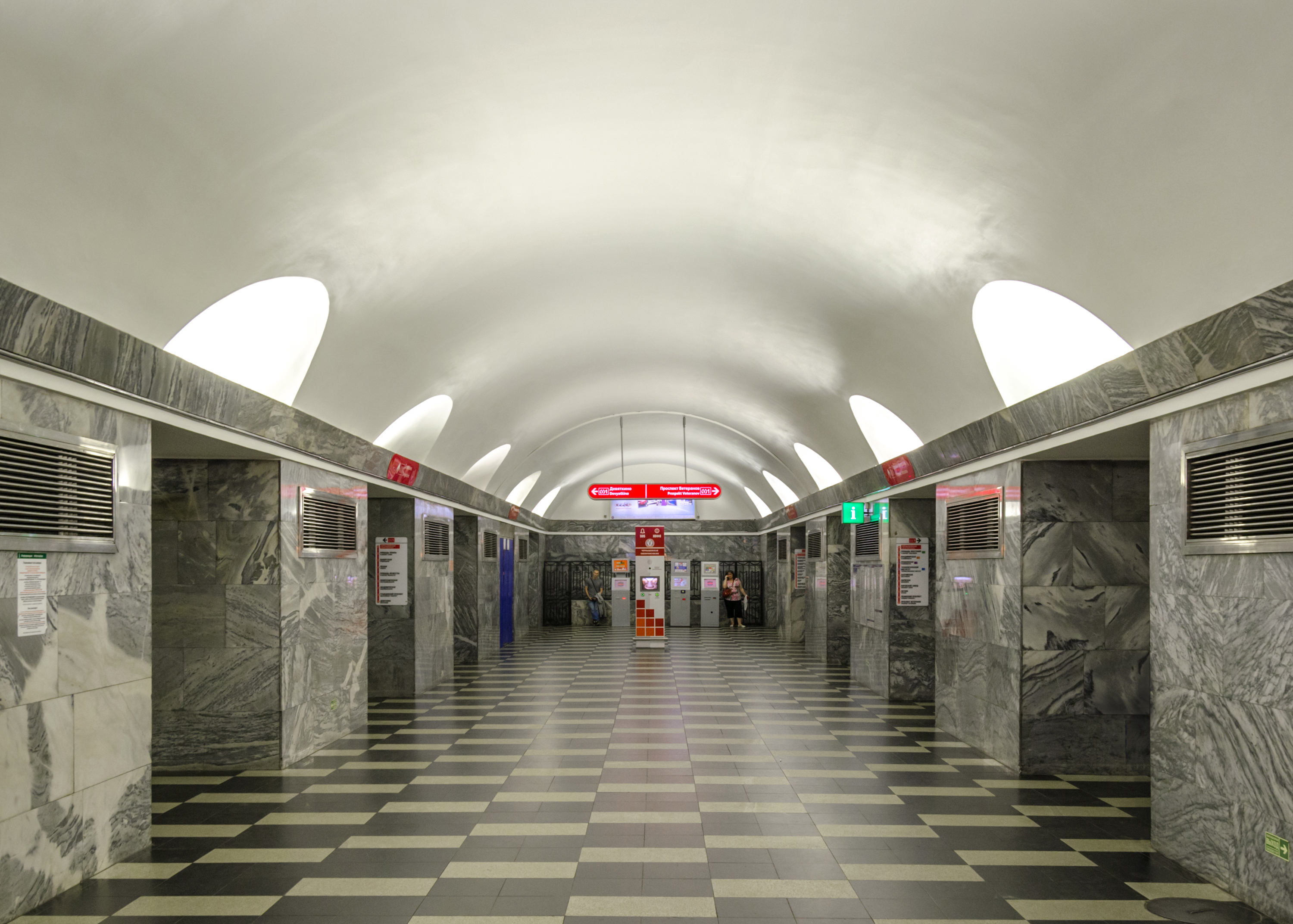
Станция «Чернышевская» Петербургского метрополитена

Разновидностью полноразмерной пилонной станции является станция с укороченным центральным залом: переходный тип между обычной пилонной станцией и станциями лондонского типа (см. ниже). Чаще всего подобные станции строились в конце 1950-х — начале 1960-х годов в целях экономии. Центральный зал в таких станциях более чем в три раза короче боковых и имеет максимум 5—6 пилонов. Типичными примерами являются станции «Владимирская», «Чернышевская», «Электросила», «Горьковская» Петербургского метрополитена, «Шулявская», «Университет», «Вокзальная» Киевского метрополитена и  «Шаболовская» Московского метрополитена.

## Двусводчатая станция

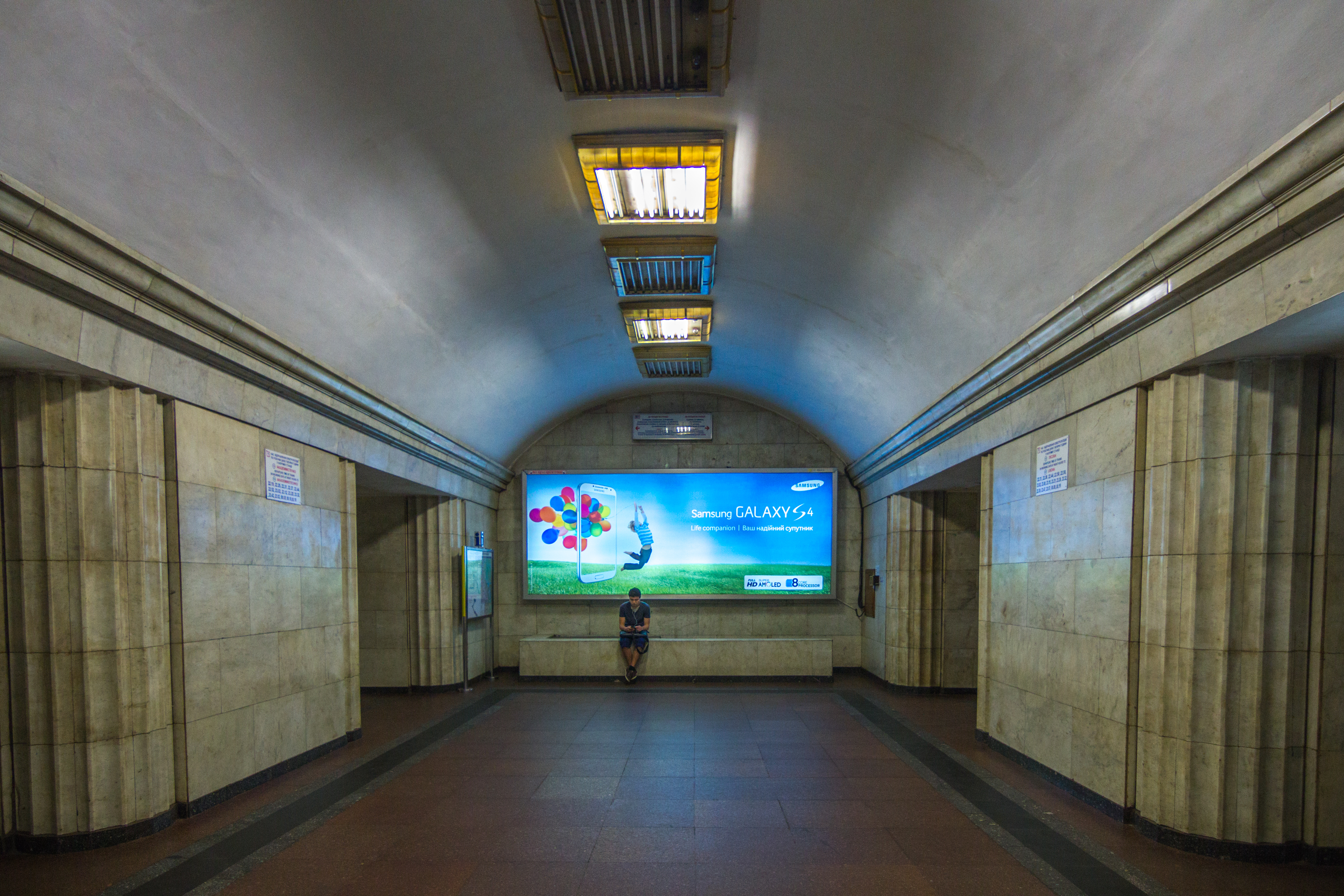
Станция «Арсенальная» Киевского метрополитена

Двухсводчатые станции глубокого заложения также относятся к пилонным станциям. В Лондонском метро этот тип станций распространён наиболее широко, поэтому конструкция получила название станция английского или лондонского типа. Отличительной особенностью является уменьшенный до размеров аванзала центральный зал, примыкающий к натяжной камере наклонного хода либо лифтовой шахте. В отдельных случаях роль аванзала выполняет и сама натяжная камера.
В настоящее время в странах бывшего СССР есть только один пример подобной станции — «Арсенальная» в Киеве. В Москве подобными станциями до проведения их реконструкции являлись «Лубянка», «Чистые пруды» и «Павелецкая» (Замоскворецкой линии).